# Udvary Pál
Udvary Pál (Budapest, 1900. június 6. – Budapest, 1987. szeptember 5.) magyar festő.

## Élete

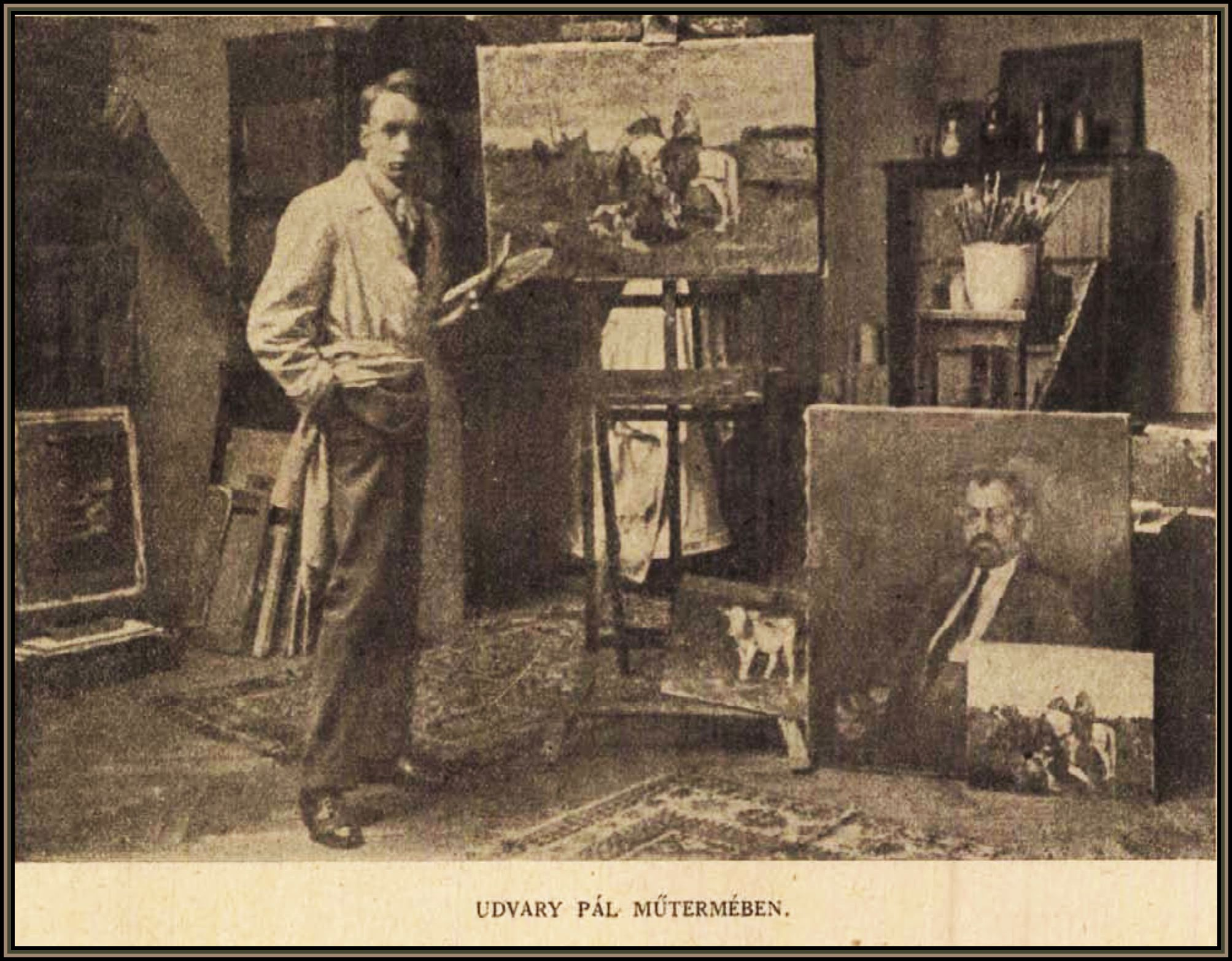
Udvary Pál műtermében, 1920

Édesapja, Udvary Géza festőművész volt az első tanára, aki a Magyar Iparművészeti Főiskolán tanított. Ugyanebben az intézményben képezte magát tovább Helbing Ferenc és Ujváry Ignác alatt, ezután pedig a Magyar Képzőművészeti Főiskolán tanult, ahol Balló Ede és Olgyai Viktor voltak a mesterei. 1918-tól szerepelt műveivel kiállításon. 1924-ben a Nemzeti Szalonban, 1928-ban pedig a Műcsarnokban is volt tárlata.

## Díjak, elismerések
- 1922: Pálik Béla-díj;
- 1923: Bruck Miksa és a Műbarátok díja;
- 1925: Benczúr Társaság díja;
- 1926: Bartha Károly-díj;
- 1927: László Fülöp tanulmányi ösztöndíj;
- 1934: Rökk Szilárd-díj;
- 1950: MÉMOSZ pályázat díja.

## Egyéni kiállítások
- 1924 • Nemzeti Szalon, Budapest
- 1928 • Műcsarnok, Budapest
- 1966 • Csók Galéria, Budapest
- 1968 • Szőnyi Terem, Miskolc
- 1978 • Derkovits Terem, Budapest
- 1980 • Aba Novák Terem, Szolnok
- 1982 • Benczúr Terem, Nyíregyháza (kat.).

## Művek közgyűjteményekben
Balatoni Múzeum, Keszthely • Szent István Király Múzeum, Székesfehérvár • Magyar Nemzeti Galéria, Budapest.

## Jegyzet
1. 1 2  RKDartists (holland nyelven). (Hozzáférés: 2018. december 13.)
2. ↑  https://epa.oszk.hu/00000/00003/00030/adattar.html
3. ↑  https://epa.oszk.hu/00000/00003/00030/nevmutato.html